# وثائقي هزلي

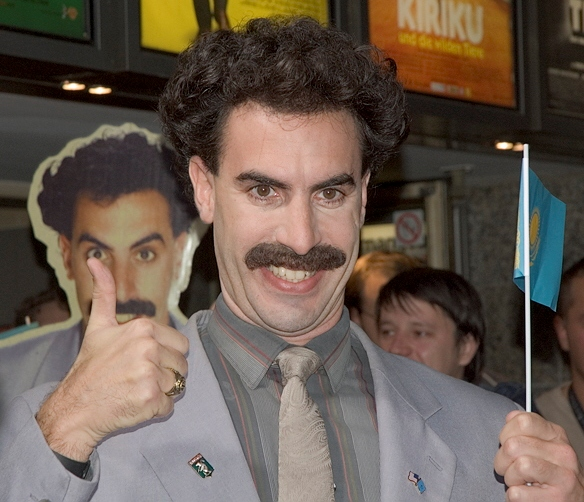

السخرية الوثائقية أو موكيومنتري (بالإنجليزي Mockumentary) هو اسم مكون من مقطعين وثائقي وكاذب، وهو فيلم أو عمل تلفزيوني. يعتبر عادةً من أصناف الكوميديا على الرغم من وجود بعض الموكيومنتري ذوي الصبغة الجدية. يتم تقديم هذا النوع من الأعمال على أنه تسجيل وثائقي لعرض حياة حقيقية ولكن في الحقيقة هذه الحياة هي خيالية. بالعادة يتم استعمال هذا النوع من الأعمال لتفسير أحداث حالية من خلال إضافة جو من الخيالية حولها.
بعض من هذه الأفلام تأتي على هيئة أفلام أولية ويتم عرضها على هذا الأساس، من الأمثلة على هذا النوع من الأفلام فلم مشروع الساحرة بلير، وهو قصة خيالية يتم عرضها كقصة غير خيالية عن 3 من صانعي الأفلام الذين يختفون أثناء إعدادهم لفلم وثائقي عن كائن خارق للطبيعة مذكور في الفلكور الشعبي.

## مواقع خارجية
- موكيومنتري - تدمير الأفلام الوثائقية
- تعريف كلمة موكيومنتري بحسب قاموس وبستر